# 奥三河天狗茄子
奥三河天狗茄子（おくみかわてんぐなす）は、戦後以前から愛知県の奥三河、北設楽郡の旧津具村(現・設楽町津具地区)で栽培されているナスである。

## 概要
奥三河天狗茄子は、その大きさと、自家採種のため果形が変形し天狗の鼻のような突起が出ることが特徴と言える。この形状と旧津具村に伝わる天狗伝説から、｢奥三河天狗茄子｣と言われるようになった。また、2007年に愛知県伝統野菜へ認証されている。大きさは400g - 1000g級まであり、400g - 700gまでが市販されている。